# Anzor Alem
Pour les articles homonymes, voir Alem.
Rashidi Alema Anzor, dit Anzor Alem, né le 4 avril 2001 à Kisangani (RDC),, est un acteur, chanteur et producteur Congolais.

## Biographie

### Jeunesse
Rashidi Alema Anzor naît le 4 avril 2001 à Kisangani en république démocratique du Congo,,, Aîné d’une fratrie de quatre, il a grandi entouré de ses trois sœurs cadettes. Pendant son enfance, sa famille a déménagé à Goma,, où il a passé une partie de ses premières années. Après le divorce de ses parents, il a déménagé avec sa mère et ses sœurs à Lubumbashi, où il a passé une grande partie de son adolescence,,.

### Carrière d'acteur
Il commence sa carrière cinématographique en interprétant le rôle de Baby Boy dans le court métrage Baby Boy of  House (2022). Il apparaît ensuite dans Tozoom (2022),, où il incarne le personnage de Clover Tomas, ainsi que dans Ima (2022), un drame romantique réalisé par Nils Tavernier, aux côtés du chanteur franco-congolais Dadju,,. La même année, il figure également au casting du film international Beast de Baltasar Kormákur,, avec Idris Elba,,,.

### Carrière musicale
Au début de 2025, Alem a reporté la sortie de son premier album à la suite d'une perte de données majeure et d'un désir de recentrer sa direction créative. L'annonce a été couverte par plusieurs médias internationaux, notamment BroadwayWorld, News Ghana, GhanaMusic et NationalWorld,,,.
Asaase Radio souligne que le parcours d’Alem entre Goma et Casablanca marque une fusion musicale influencée par les Afrobeats africains,. Selon le Daily Herald, son travail a été remarqué par certains groupes musicaux aux États-Unis.

## Filmographie
Sauf indication contraire, les informations mentionnées dans cette section peuvent être confirmées par les bases de données cinématographiques IMDb et Allociné,  présentes dans la section « Liens externes ».

### Cinéma
- 2020: Lucky: Smith
- 2022: Baby Boy of House :Baby Boy
- 2022: Ima: Anzor
- 2022: Tozoom: Clover tomas
- 2022: Beast
- 2024: The White Blood: Stony White